# Palais Lumière
Le Palais Lumière est un ancien établissement thermal de la ville d'Évian transformé depuis 2006 en lieu d'expositions.

## Localisation
Implanté dans la ville d’Évian-les-Bains en Haute-Savoie, le palais Lumière est situé quai Charles Albert Besson sur le front du lac Léman, à proximité de l'hôtel de ville, ancienne résidence des frères Lumière, inventeurs du cinématographe.

## Histoire
Le bâtiment, qui succède à un établissement datant de 1827, est construit de 1900 à 1902 par l'architecte Ernest Brunnarius.
Ce premier établissement thermal est inauguré en 1827, Grand Rue (aujourd'hui rue nationale). Acquis en 1858 par la Société des eaux, il est restauré en 1880 avant sa disparition. En 1900, une nouvelle construction s'édifie avec notamment un dôme.
Il est désaffecté en 1986, année de l'inscription de la façade, du hall d’entrée et du vestibule aux monuments historiques.
En 1996 la ville d’Évian rachète ces anciens thermes pour en confier la réfection aux architectes Michel Spitz et François Châtillon,. Le bâtiment actuel est inauguré en 2006.

## Architecture
Ancien établissement thermal en béton armé (système Hennebique), brique et pierre.
Le bâtiment actuel a retrouvé, après l'avoir perdu dans les années 1990, son dôme central et, de part et d'autre du fronton, deux campaniles en pierre ornés de grès flammés d'Alexandre Bigo.

## Mobilier
- Peintures murales de Jean Benderly dans le vestibule.
- Statues et vitraux dans le hall d'accueil.

## Usage
Le centre de congrès et d’expositions est associé à la médiathèque Charles-Ferdinand Ramuz située rue du Port. Parmi les expositions notoires :
- 2006 : Pierre Christin, peintre né à Evian en 1935[10]
- 2007 : Ernest Pignon-Ernest[11] ; "L’eau douce", œuvres des musées de Saint-Pétersbourg ; Gustav-Adolf Mossa[12].
- 2008 : Jules Chéret[13] ; Laurent Gestin et ses photos du lac Léman[14].
- 2009 : La Ruche[15] ; Auguste Rodin[16] ; Léonard Gianadda[17].
- 2010 : Jean Cocteau[18] ; H2O : le thème de l'eau dans l'art[19] ; La photo animalière[20].
- 2011 : Honoré Daumier, Théophile-Alexandre Steinlen et Henri de Toulouse-Lautrec[21] ; Les collections du prince de Liechtenstein[22] ; Charlie Chaplin[23].
- 2012 : L'art d'aimer, de la séduction à la volupté[24],[25] ; Paul Eluard[26].
- 2013 : L'art de vivre à bord des paquebots[27] ; L'art nouveau[28].
- 2014 : Joseph Vitta[29] ; Marc Chagall[30].
- 2015 : Les contes de fées[31] ; Jacques-Emile Blanche[32] ; Life's a Beach, Évian sous l'œil de Martin Parr.
- 2016 : "« Belles de jour», figures féminines dans les collections du Musée des Beaux-Arts de Nantes 1860-1930" ; "Albert Besnard (1849-1934), modernités Belle Époque".
- 2017: Raoul Dufy; Paul Delvaud - Maître du rêve
- 2022-2023 : « Artistes Voyageuses : l'appel du lointain 1880-1944 » (une quarantaines d'artistes du début du XXe siècle dont Marcelle Ackein, Alix Aymé, Simone Gouzé, Monique Cras, Marthe Flandrin, Anna Quinquaud, Jeane Tercafs, Jeanne Thil, Léa Lafugie et  Thérèse Le Prat[33],[34].
- 2023-2024 : « Félix Ziem - Saisir la lumière »[35].

## Galerie

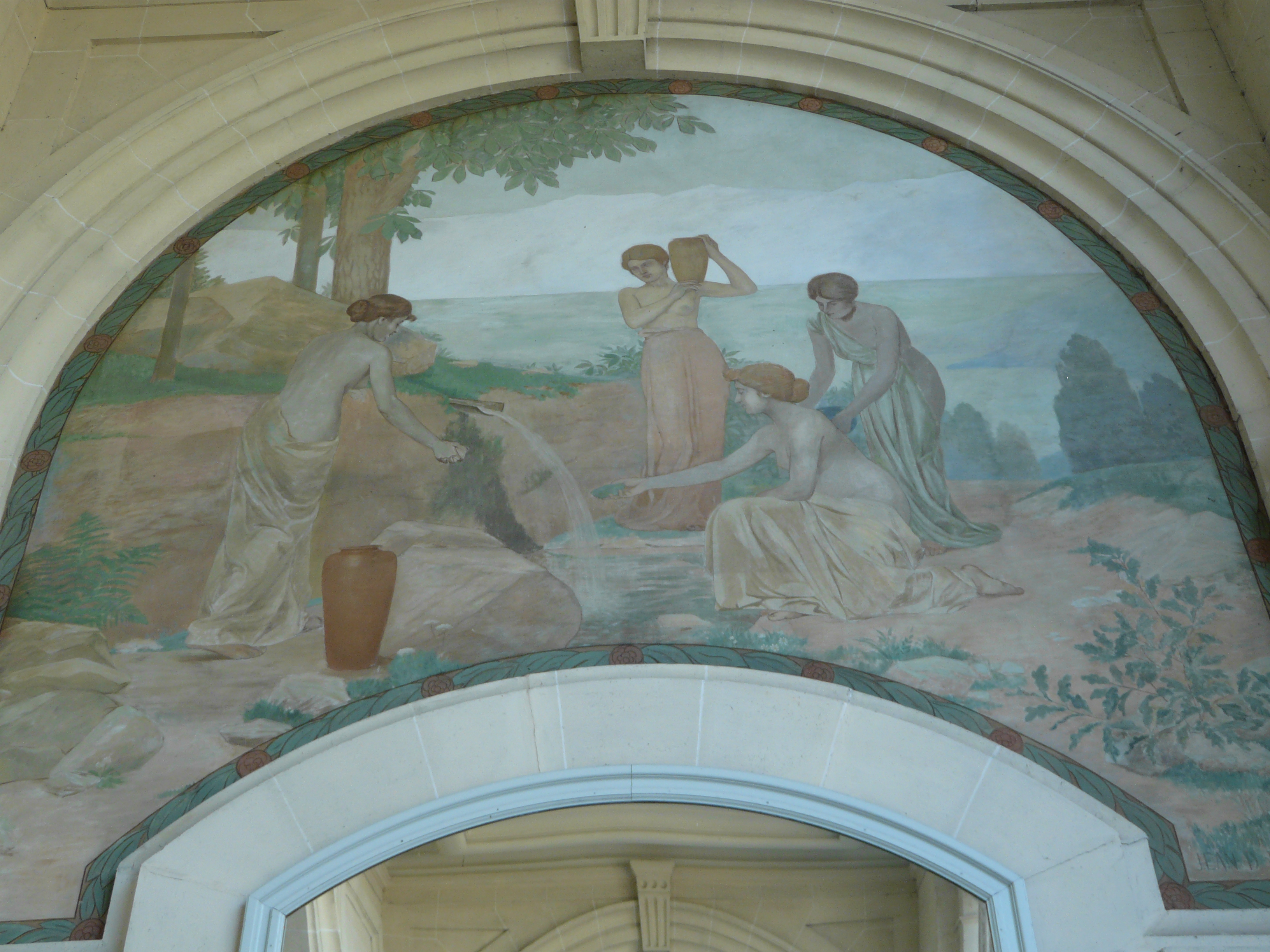
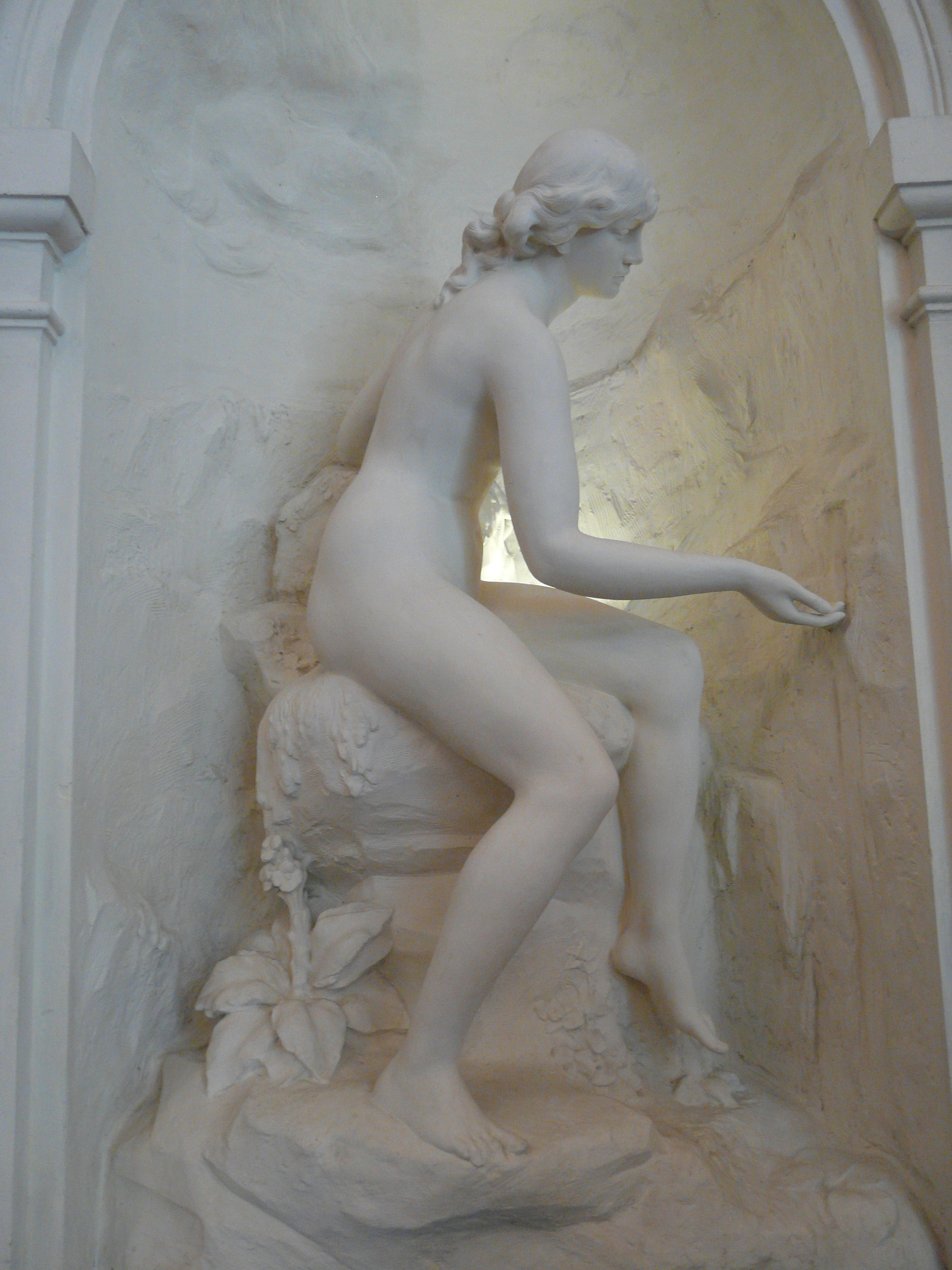
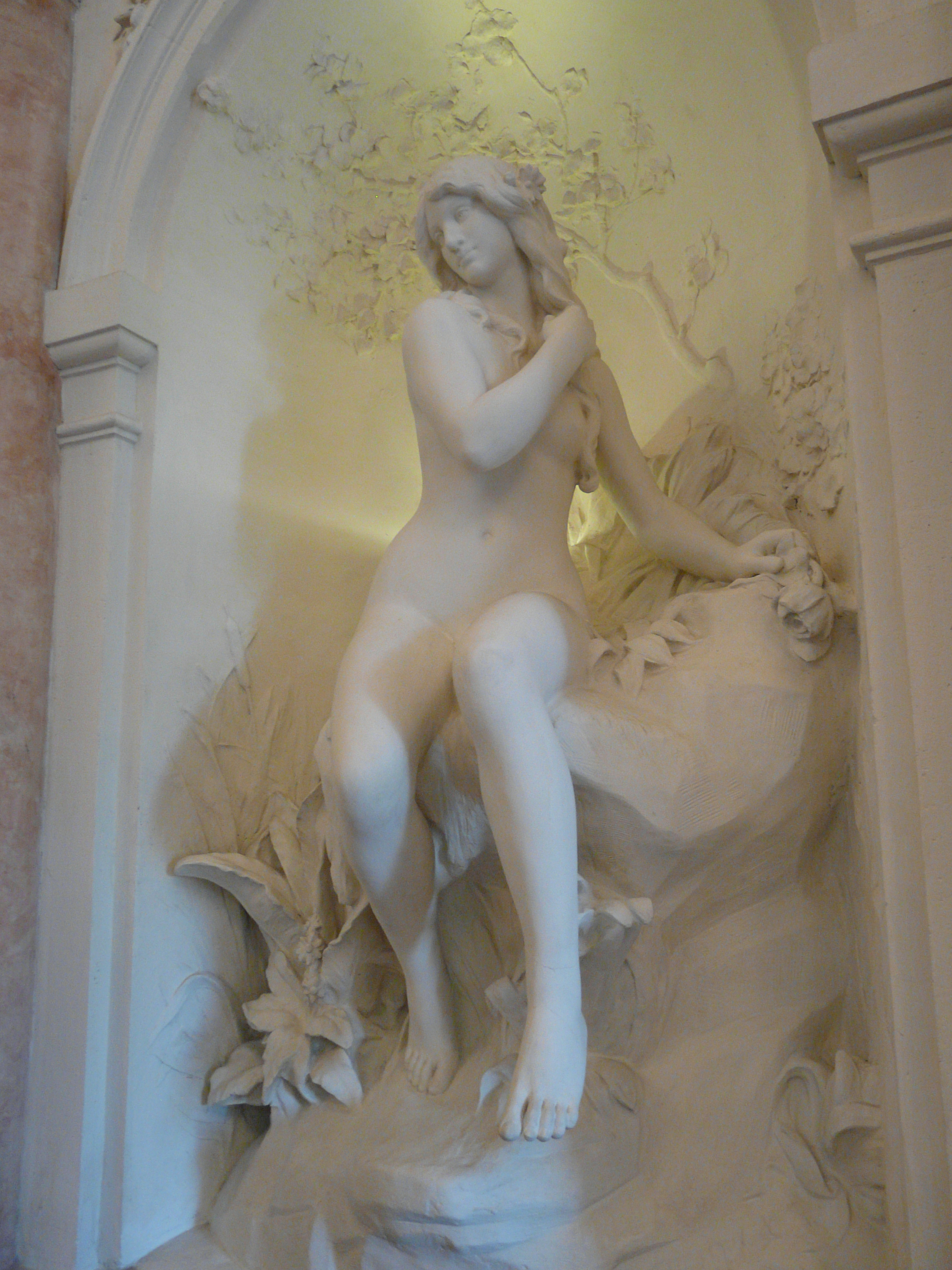
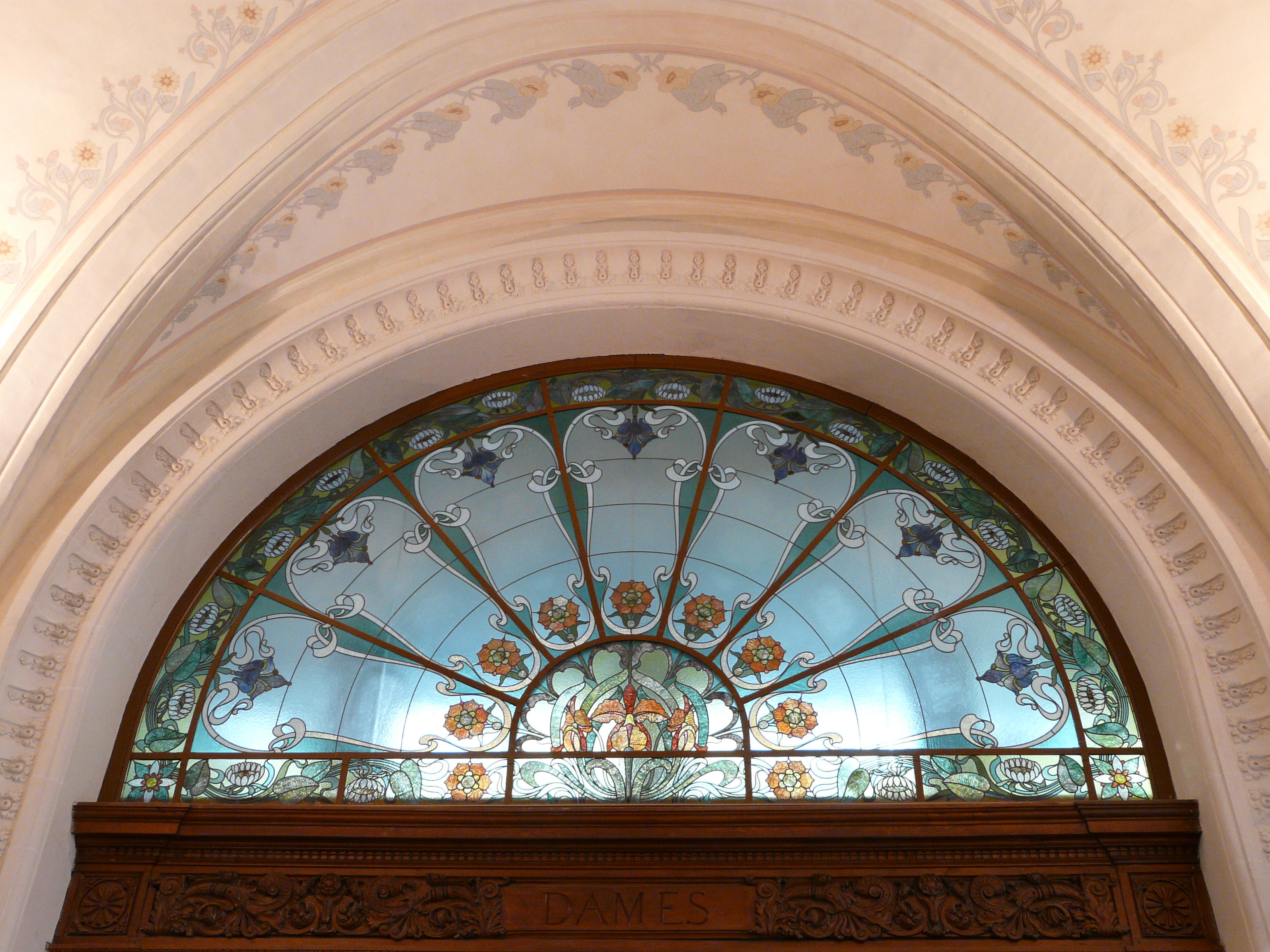
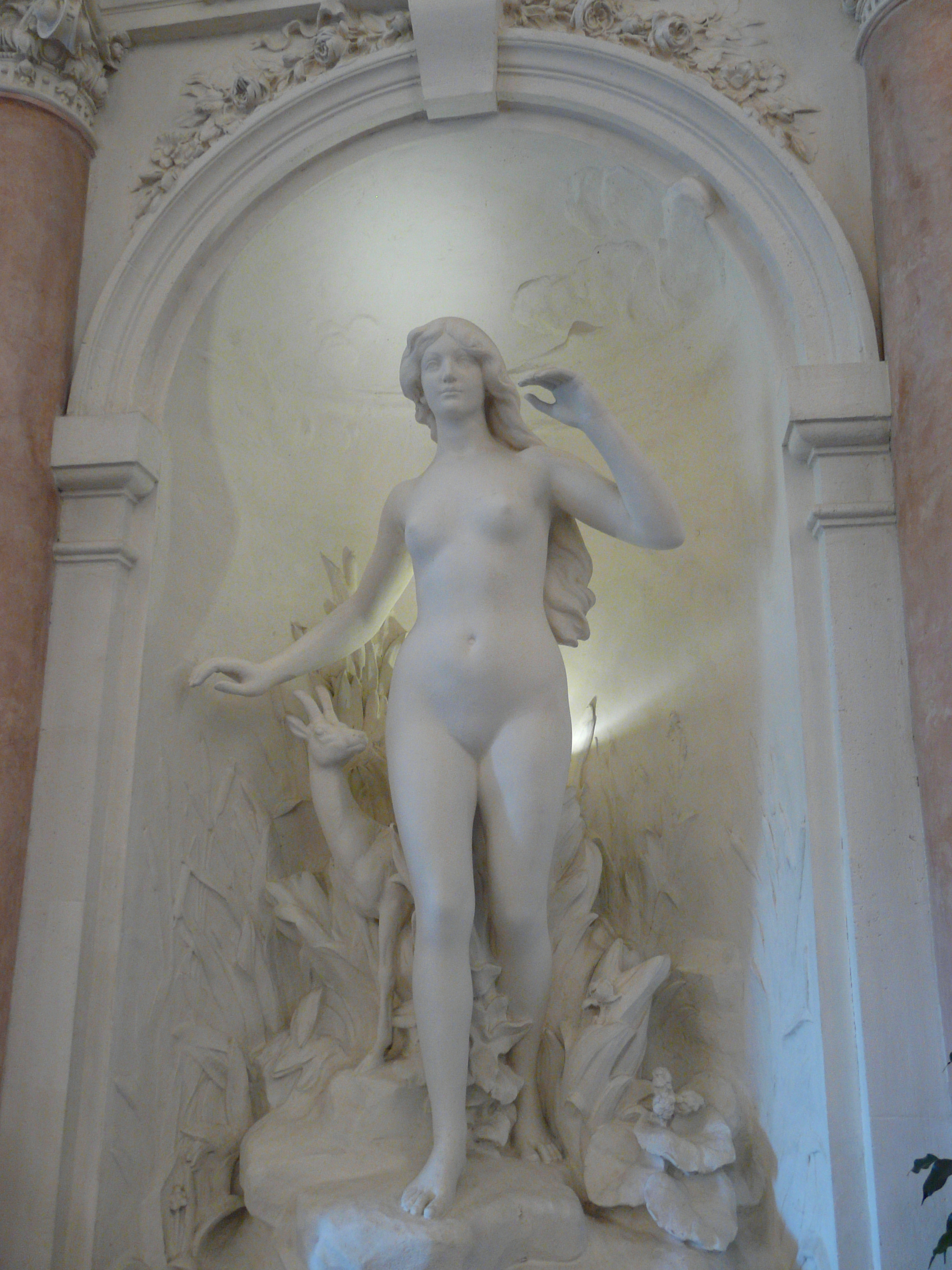
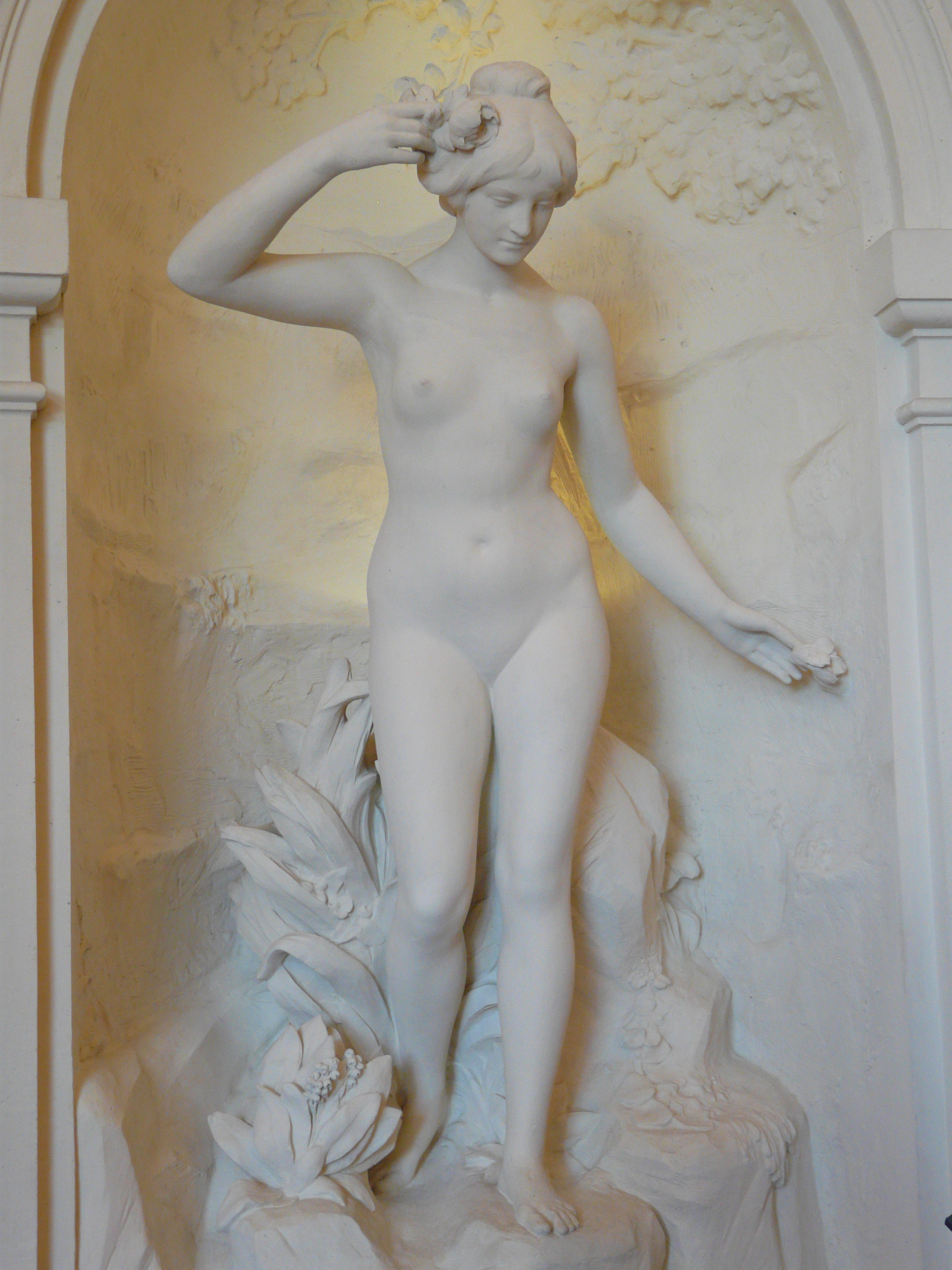
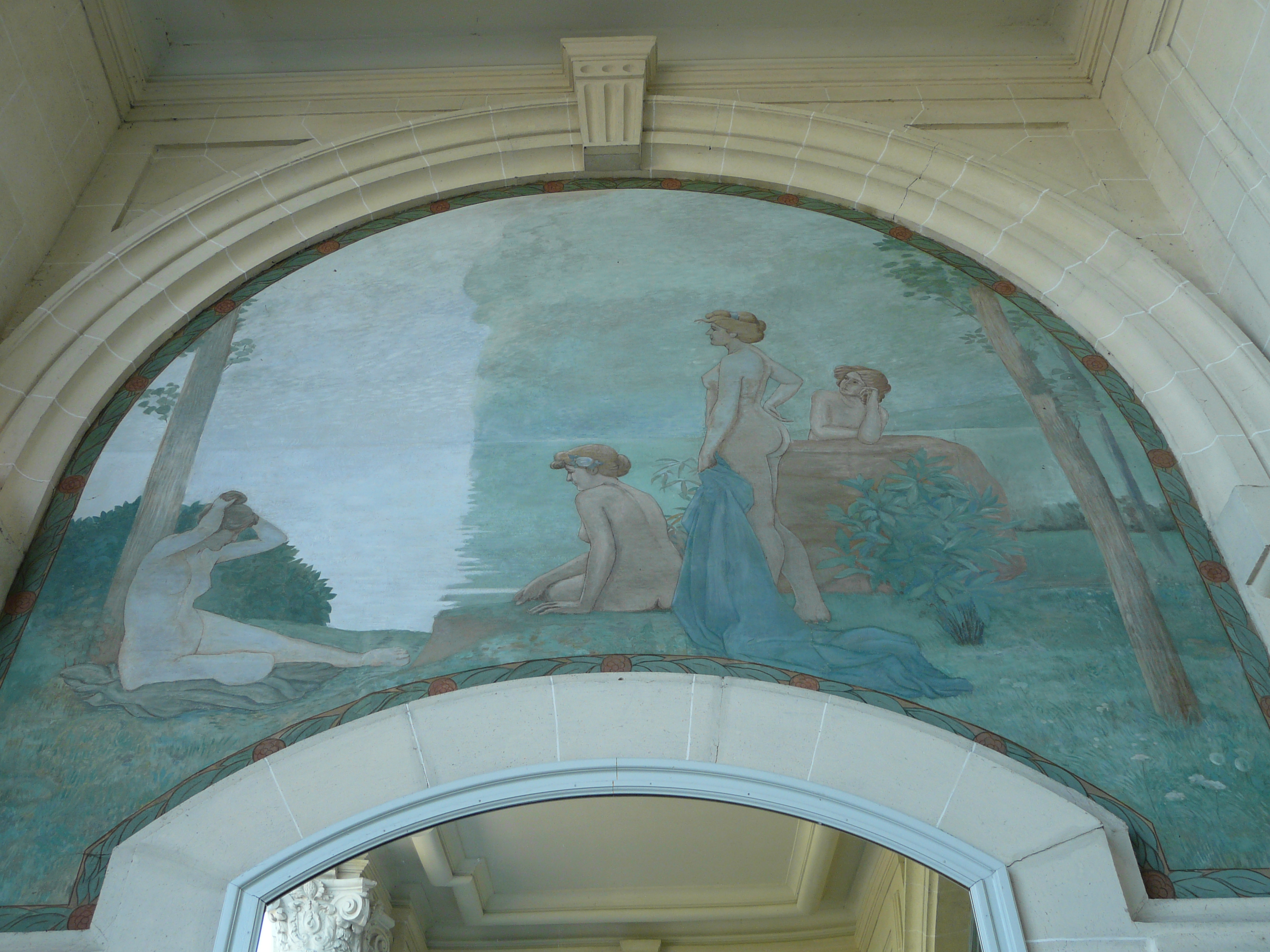